# Andrés de Tapia
Andrés de Tapia (c. 1497, Medellín, Extremadura, España -  octubre de 1561, Nueva España), fue un militar y cronista español que participó en la conquista de México como maestre de campo de Hernán Cortés, llegando a ocupar los cargos de alcalde mayor de la Nueva España, justicia mayor, alguacil mayor, regidor y alcalde ordinario de la Ciudad de México, contador mayor de la Real Hacienda de la Nueva España, recibiendo asimismo las encomiendas de Tuzapán, Tuxpan, Papantla y Cholula, así como el cargo palaciego de mayordomo mayor del marqués del Valle de Oaxaca, incluso durante la Jornada de Argel. 
Pese a estar emparentado con Diego Velázquez y haber sido reclutado por él para la expedición a México, fue leal a Cortés: llegó a ser uno de sus capitanes de confianza durante la conquista, y su mayordomo palaciego y compañero de viajes y armas hasta 1540. Estuvo con Cortés en las campañas de Tenochtitlan y de California. Lo acompañó en sus dos viajes a España y en el fracasado sitio de Argel. Con la decadencia de Cortés vino la suya, y acabó muriendo en desgracia.
Escribió una crónica de la conquista: RELACIÓN DE ALGUNAS COSAS DE LAS QUE ACAECIERON AL MUY ILUSTRE SEÑOR DON HERNANDO CORTÉS, MARQUÉS DEL VALLE, DESDE QUE SE DETERMINÓ A IR A DESCUBRIR TIERRA EN LA TIERRA FIRME DEL MAR OCÉANO (conocida como «Relación de algunas cosas...»). En ella se basaron otros cronistas, entre ellos Francisco López de Gómara, Francisco Cervantes de Salazar, y posiblemente el propio Bernal Díaz del Castillo, a través de Gómara. En su prólogo a la «Relación de algunas cosas...», Germán Vázquez Chamorro identifica párrafos completos que Gómara utiliza de forma retórica precisa según la costumbre de la época, con cambios semánticos y de estilo que no impiden reconocer sin duda alguna la fuente. La suerte de su obra no fue mejor que la suya. Las crónicas basadas en la de Tapia fueron publicadas en su siglo, pero en cambio la suya tardó trescientos años en ver la imprenta: se publicó en 1858, gracias al historiador, erudito y coleccionista mexicano Joaquín García Icazbalceta.

## Desde su nacimiento hasta el encuentro con Cortés
Andrés de Tapia nació nació en Medellín, Extremadura, siendo sus padres don Cristóbal Lucas de Navarrete y doña María González de Tapia, hijosdalgos. Fernández del Castillo le otorga el título de "señor del Castillo de Tapia, a cuatro leguas de León", posiblemente vinculado a su familia materna de quien tomará el apellido. 
Fue mozo de cuadra de Diego Colón, lo que podría explicar su paso a las Indias, que tampoco se sabe cuándo ocurrió, posiblemente muy pocos años antes de que Cortés abandonara Santiago en noviembre de 1518, o incluso en ese mismo año. El caso es que cuando el joven Tapia, de 22 años, llegó a Santiago en diciembre, Cortés ya había zarpado, aunque todavía tenía que hacer escala en La Habana. Velázquez se interesa mucho en la incorporación del recién llegado Tapia a la expedición, y lo ayuda a trasladarse a La Habana. Presta además cuarenta ducados a Tapia y otros compañeros, con la condición de que los gasten en una tienda de su propiedad, lo que supone un precedente de la estrategia de tiendas de raya, porque según recordó luego Tapia, los precios de esa tienda eran cuatro veces superiores a los habituales en Santiago. Con tal ayuda, Tapia se reúne con la flota de Cortés y zarpa a sus órdenes.
El empeño de Velázquez en añadir personas de su confianza al grupo de Cortés es, por una parte, lógico, puesto que el de Medellín necesitaba incrementar su dotación. Pero Velázquez también aspiraba a infiltrar en el grupo a defensores de sus intereses, porque recelaba cada vez más de la lealtad de Cortés. De hecho, Velázquez advirtió a Tapia sobre las posibles malas intenciones de Cortés. Tapia estaba pues destinado a ser uno de los simpatizantes de Velázquez que dificultaran las acciones de Cortés. Pero nunca lo fue: desde el primer momento confió en su nuevo capitán y obtuvo también su confianza.

## Algunos hechos durante la conquista: encuentro con Jerónimo de Aguilar. Detención de Cuauhpopoca. Recuperación de Cuauhnáhuac
Andrés de Tapia fue el primer español que reconoció y abrazó en Cozumel a Jerónimo de Aguilar, el náufrago de la flota de Nicuesa que habría de servir como intérprete de la lengua maya. Cortés lo mandó junto con otros dos soldados a recibir unas canoas con indios. Pero uno de los que por su aspecto creían indios se identificó pronunciando con dificultades en castellano la frase «Dios y Santamaría e Sevilla». Tal es la versión de Díaz del Castillo. Cervantes de Salazar también señala a Tapia como el primero que identificó al que habría de ser intérprete junto con Marina, pero cambia las primeras palabras castellanas: [...] y volviendo el rostro a los nuestros, les dixo en castellano: «Señores, ¿sois españoles?» Otros dicen que dixo: «Señores, ¿sois cristianos?» Respondiéronle que sí, se alegró en tanta manera que lloraba de placer, [...] Andrés de Tapia, atajándole la plática, llegándose a él lo abrazó amorosamente y dio la mano para que se levantase; abrazáronle los demás, y así se vino con los indios compañeros, hablando con Andrés de Tapia, dándole cuenta cómo se había perdido, hasta que llegó do estaba el Capitán.
Otro hecho en el que se vuelve a encontrar el nombre de Tapia es la captura del comandante mexica de Nautla, Cuauhpopoca. Andrés de Tapia, junto con Francisco de Aguilar y Pedro Gutiérrez de Valdelomar, acompañan al contingente mexica encargado de detener al rebelde Cuauhpopoca para llevarlo a ser juzgado por Motecuhzoma. Finalmente no fue Motecuhzoma, sino Cortés, el que decidió la suerte de Cuauhpopoca, de su hijo y de quince nobles mexicas, que fueron quemados vivos en una hoguera formada con las flechas, lanzas y pedernales de un arsenal encontrado en el palacio del tlatoani.
Aunque con diferencias según las fuentes, Tapia tuvo un papel importante en el enfrentamiento con Pánfilo de Narváez. Según algunos, fue de los primeros enviados por Cortés a Villa Rica para valorar la situación y buscar apoyos. También se le achaca haber estado entre los espías que, disfrazados de indios, obtuvieron información en el Real del despistado Narváez. En todo caso, es seguro (lo cuenta él mismo) que Tapia formaba parte del grupo que ejecutó la incursión nocturna en el campamento de Pánfilo de Narváez, consiguiendo sorprender a los españoles enviados por Velázquez contra Cortés, ayudado por la sorprendente pasividad y torpeza de Narváez.
A finales de 1520, Cortés organizó la toma de Tenochtitlan. Se previeron entonces nueve grupos de sesenta soldados cada uno. Andrés de Tapia estaba al mando de uno de esos grupos, sustituyendo a Alonso de Ávila, que había sido enviado por Cortés a hacer negocios y compras a Santo Domingo y Jamaica, quizá para liberarse de su insumisa conflictividad, y al tiempo favorecer a Tapia. A lo largo del asedio, Tapia siempre figura como líder, o al menos participante distinguido, de ataques e incursiones por las calzadas de Tenochtitlan.
En el verano de 1521 se le asignó una misión más comprometida, encargándosele que recuperara la plaza de Cuauhnáhuac (actual Cuernavaca), capturada por los de Malinalco. Ocurrió tras una grave derrota de los españoles en una de sus incursiones a Tlatelolco, que se ha dado en llamar el desastre del canal o la batalla de la Quebrada. Los mexicas consiguieron capturar a más de cincuenta españoles, y matar a una veintena. Cuauhtémoc aprovechó esa victoria parcial para intentar convencer a las gentes de Chalco, Xochimilco o Cuauhnáhuac de su superioridad sobre los españoles. Les envió emisarios con cabezas de españoles y de caballos, y obtuvo resultados, al producirse sublevaciones contra los invasores en algunas de esas zonas. Tal ocurrió en Cuauhnáhuac, que había sido tomada por sus vecinos de Malinalco, por lo que sus habitantes, aliados de los españoles, les pidieron ayuda. Cortés no podía negarse en ese momento a auxiliar a los de Cuauhnáhuac, porque hubiera sido tanto como reconocer ante sus aliados su mala situación, en un momento en el que estaba sufriendo abandonos de sus soldados tlaxcaltecas y texcocanos. Encomendó a Tapia la recuperación de la plaza, asignándole ochenta soldados de a pie y diez de caballería. Tapia obtuvo un gran éxito, en una situación que era crítica para los españoles, expulsando a los de Malinalco de Cuauhnáhuac en diez días.

## Tapia, encumbrado tras la toma de Tenochtitlan
Al mando de Olid fue uno de los capitanes del grupo que tomó en 1522 la capital tarasca, Tzintzuntzan, con escasa resistencia debido a la impresión que causaron los caballos y la catadura de los propios soldados españoles, que no debía de ser mucho menos temible que los équidos, y a la debilidad de carácter del cacique tarasco.
En 1528 Cortés vuelve a España llevándose consigo a Tapia, y los dos regresan juntos a México al año siguiente. Se conceden a Tapia cargos y dignidades, como la de contador y justicia mayor, hasta que en 1533 es nombrado mayordomo (jefe principal de palacio) de Hernán Cortés. Posiblemente en esa época escribe su «Relación de algunas cosas...», por lo que no es de extrañar el tono de loa al caudillo que tiene el texto escrito por su mayordomo, que se refiere siempre a Cortés como el marqués. Puede que en 1539 la relación ya estuviera terminada, pero también puede ser que la compusiera como notas de ayuda a Gómara, en España

## Decadencia y muerte
Participa con Cortés, como maese de campo, en la expedición a California que concluye en 1540 cuando Francisco Ulloa rescata a los exploradores. En ese mismo año vuelve a España acompañado de su señor, junto al que participará también en el asedio a Argel, empeño en el que Cortés pretendió revitalizar su fama y prestigio, consiguiendo sólo penalidades y burlas de sus conmilitones.
Con la campaña de Argel y el ocaso de Cortés comienza para Tapia una etapa negra, que habrá de llevarlo a morir en la pobreza. Cortés se retira a Castilleja de la Cuesta y Tapia permanece también en España, luchando por conseguir una encomienda en Cholula, empeño que le consumió más de un lustro, y en el que fracasó. Cuando decide volver a Nueva España, hacia 1548, le esperan allí muchos años de decadencia, ocupando cargos de contador y de justicia mayor, y otros de menor importancia, y llegando al extremo de tener que pedir auxilio económico a los nuevos dirigentes del virreinato. Murió en octubre de 1561.

## La«Relación de algunas cosas...»
La obra narra los sucesos acaecidos desde la salida de Cortés de La Habana hasta la derrota del contingente de Pánfilo de Narváez, enviado por Velázquez para abortar la acción de Cortés. No aborda, por tanto, el período comprendido entre la matanza de Tóxcatl y la captura de Cuauhtémoc, añadiendo a cambio al final del libro algunos capítulos sobre las lenguas de México, las frutas y árboles de la tierra y las ceremonias religiosas. Es una crónica muy breve, que como registra el escrupuloso archivero-bibliotecario de Madrid en 1865, ocupa quince hojas de papel en folio.
Parece claro que el primer objetivo de Tapia era escribir un panegírico del marqués. Ya desde su título, que consume nueve de sus treinta y cuatro palabras en citar al comandante —El muy ilustre señor don Hernando Cortés, Marqués del Valle— y que tiene tanto de dedicatoria como de título, no cabe esperar otra cosa que alabanzas a lo largo de todo el texto.
Sin embargo, también se ha reconocido como una crónica épica desprovista de todo adorno o digresión, y escrita de primera mano y con razonable proximidad temporal a los hechos por un testigo presencial. Una pieza de interés sobre todo historiográfico Como curiosidad: dicha obra contiene la quizá primera descripción en una lengua moderna de la pesca de un tiburón.
Gómara y Cervantes de Salazar en el XVI, y detrás de ellos otros cronistas ya en el XVII se basaron en gran medida en los textos de Tapia o sus reescrituras. En el caso de Gómara, incluso se duda si los quince folios de Tapia no son notas de trabajo solicitadas por el catedrático de Alcalá de Henares para escribir su Conquista de México. Cortés, Tapia y Gómara coincidieron en la jornada de Argel. Por su parte, Bernal Díaz del Castillo escribe su Historia verdadera... motivado por la desazón que le produce la lectura de Gómara.
Respecto a la forma, el texto de Tapia, en contraste con los de Gómara y Bernal Díaz, es de muy difícil lectura, salvo intervención de los editores para simplificar la sintaxis y corregir la ortografía. Dura prosa de persona no acostumbrada a escribir y con abundantes giros locales.
Pese a su uso intensivo en crónicas posteriores, el texto de Tapia no se conoció hasta bien entrado el siglo XIX. Debe su divulgación a Joaquín García Icazbalceta, que en 1858 la incluyó en su Colección de documentos para la historia de México. Agustín Yáñez la incluyó en 1939 en su Crónicas de la conquista, editada por la UNAM, con prosa modernizada. La revista y editorial española Historia 16 lo editó hacia 1988 en La conquista de Tenochtitlan, de Germán Vázquez Chamorro, en lo que fue la primera edición española de la relación de Tapia.

## Matrimonio y descendencia
Andrés de Tapia contrajo matrimonio con Isabel de Sosa (n. Toledo), hija del capitán don Pedro Gómez de Cáceres, alguacil de la Inquisición de Llerena, y de doña Isabel de Sosa y Solórzano (hija de Alonso de Sosa "el Viejo", lugarteniente de alférez mayor de Castilla en la conquista de Granada, caballero de la Orden de Calatrava, y de doña Catalina de Solórzano). Fueron padres de:
- Cristóbal de Tapia y Sosa (1534, Ciudad de México). Casó en primeras nupcias con doña Isabel de Alcázar (Ciudad de México), hija del doctor Juan de Alcázar (Peñaranda del Duero) y de doña Isabel Navarro (La Coruña),[24] y en segundas con doña Ana Márquez. De su primer matrimonio nació Cristóbal de Tapia y Sosa (1566, Ciudad de México), casado con su prima hermana doña Luisa de Cáceres (su nieto, Juan de Ortega y Tapia,[25] sargento mayor del Virreinato de la Nueva España, presentó valiosa información genealógica de dicha línea para su ingreso como caballero de la Orden de Santiago[26]).
- Pedro Gómez de Cáceres (1537, Ciudad de México). Casó en primeras nupcias con doña Francisca Ferrer, viuda de don Pedro de Paz, encomendero de Atotonilco. Casó en segundas nupcias con doña Antonia Sedano de Ortega (Ciudad de México), hija de don Antonio Sedano de Ortega (Monzón) y doña Mencía Pizarro Altamirano y Sandoval (Ciudad de México). Del segundo matrimonio procedió doña Luisa de Cáceres (1579), casada con su primo hermano don Cristóbal de Tapia y Sosa (1566), cuya hija doña Isabel de Sosa fue madre de don Juan de Ortega y Tapia, caballero de la Orden de Santiago.
- Inés de Tapia y Sosa. Casó con su tío don Francisco de Sosa Albornoz (Toledo), conquistador de la Nueva Vizcaya y pacificador de la Nueva Galicia, hijo de don Esteban de Sosa y Solórzano, caído en la conquista de Fuenterrabía[22] (hijo de Alonso de Sosa "el Viejo", lugarteniente de alférez mayor de Castilla, y de doña Catalina de Solórzano),[23] y de doña Ana de Albornoz. Su hijo, don Alonso de Sosa Albornoz, capitán del adelantado Juan de Oñate en la conquista de Nuevo México.[27]
- Alonso de Sosa, clérigo recomendado por el virrey Luis de Velasco al rey Felipe II.[2]

Los descendientes de Tapia exigieron en numerosas ocasiones los privilegios nobiliarios otorgados por el rey Felipe II a los descendientes de conquistadores y primeros pobladores de la Nueva España decretados en Segovia el 13 de julio de 1573.